# Kirsten Dunst
Kirsten Caroline Dunst (n. 30 aprilie 1982, Point Pleasant⁠(d), New Jersey, SUA) este o actriță, cântăreață, regizor și fotomodel american.

## Filmografie

### Film
| An   | Titlu                                   | Rol                             | Note |
| ---- | --------------------------------------- | ------------------------------- | --- |
| 1989 | New York Stories                        | Lisa's daughter                 | Necreditată, segment: "Oedipus Wrecks" |
| 1990 | The Bonfire of the Vanities             | Campbell McCoy                  | |
| 1991 | High Strung                             | Young Girl                      | |
| 1994 | Greedy                                  | Jolene                          | |
| 1994 | Interview with the Vampire              | Claudia                         | A câștigat – Boston Society of Film Critics Award for Best Supporting Actress Chicago Film Critics Association Award for Most Promising Actress MTV Movie Award for Best Breakthrough Performance Saturn Award for Best Performance by a Younger Actor YoungStar Award for Best Performance by a Young Actress in a Drama Film Nominalizare – Chicago Film Critics Association Award for Best Supporting Actress Golden Globe Award for Best Supporting Actress – Motion Picture |
| 1994 | Little Women                            | Younger Amy March               | A câștigat – Boston Society of Film Critics Award for Best Supporting Actress Young Artist Award for Best Performance by a Young Actress Co-Starring in a Motion Picture |
| 1995 | Jumanji                                 | Judy Shepherd                   | Nominalizare – Saturn Award for Best Performance by a Younger Actor Young Artist Award for Best Young Leading Actress - Feature Film |
| 1996 | Mother Night                            | Young Resi Noth                 | |
| 1997 | Anastasia                               | Anastasia tânără                | Voce |
| 1997 | Wag the Dog                             | Tracy Limes                     | |
| 1998 | Kiki's Delivery Service                 | Kiki                            | Voce în dublajul de limba engleză |
| 1998 | Small Soldiers                          | Christy Fimple                  | Nominalizare – Young Artist Award for Best Performance in a Feature Film - Leading Young Actress |
| 1998 | The Hairy Bird                          | Verena von Stefan               | Cunoscut și ca All I Wanna Do sau Strike! |
| 1998 | The Animated Adventures of Tom Sawyer   | Becky Thatcher                  | Voce |
| 1999 | True Heart                              | Bonnie                          | Filmat în 1997 |
| 1999 | The Virgin Suicides                     | Lux Lisbon                      | Nominalizare – Teen Choice Award for Film – Choice Actress YoungStar Award for Best Young Actress/Performance in a Motion Picture Drama |
| 1999 | Drop Dead Gorgeous                      | Amber Atkins                    | |
| 1999 | Dick                                    | Betsy Jobs                      | Nominalizare – YoungStar Award for Best Young Actress/Performance in a Motion Picture Comedy |
| 2000 | The Crow: Salvation                     | Erin Randall                    | |
| 2000 | Luckytown                               | Lidda Doyles                    | |
| 2000 | Bring It On                             | Torrance Shipman                | Nominalizare – Blockbuster Entertainment Award for Favorite Actress - Comedy Young Artist Award for Best Performance in a Feature Film - Leading Young Actress |
| 2000 | Deeply                                  | Silly                           | |
| 2001 | Get Over It                             | Kelly Woods/Helena              | Nominalizare – Teen Choice Award for Film – Choice Chemistry |
| 2001 | Crazy/Beautiful                         | Nicole Oakley                   | |
| 2001 | The Cat's Meow                          | Marion Davies                   | Mar del Plata Film Festival for Best Actress |
| 2001 | Lover's prayer                          | Zinaida                         | Cunoscut și ca All Forgotten Nominalizare – Video Premiere Award for Best Actress |
| 2002 | Spider-Man                              | Mary Jane Watson                | A câștigat – Empire Award for Best Actress MTV Movie Award for Best Female Performance MTV Movie Award for Best Kiss Teen Choice Award for Film – Choice Lip Lock Nominalizare – Saturn Award for Best Actress Kids' Choice Award for Favorite Movie Actress Teen Choice Award for Film – Choice Chemistry Teen Choice Award for Film – Choice Actress, Drama/Action Adventure |
| 2003 | Levity                                  | Sofia Mellinger                 | |
| 2003 | Kaena: The Prophecy                     | Kaena                           | Voce |
| 2003 | Mona Lisa Smile                         | Betty Warren                    | Nominalizare – Teen Choice Award for Choice Movie Sleazebag |
| 2004 | Eternal Sunshine of the Spotless Mind   | Mary Svevo                      | Washington D.C. Area Film Critics Association Award for Best Ensemble |
| 2004 | Spider-Man 2                            | Mary Jane Watson                | Nominalizare – Empire Award for Best Actress Nominalizare – People's Choice Award for Favorite On-Screen Chemistry (with Tobey Maguire) |
| 2004 | Wimbledon                               | Lizzie Bradbury                 | |
| 2005 | Elizabethtown                           | Claire Colburn                  | |
| 2006 | Marie Antoinette                        | Marie Antoinette                | ShoWest Award for Female Star of the Year |
| 2007 | Spider-Man 3                            | Mary Jane Watson                | Nominalizare – People's Choice Award for Favorite On Screen Match-up Kids' Choice Award for Favorite Female Movie Star Teen Choice Award for Choice Movie: Liplock Teen Choice Award for Choice Movie Actress: Action Adventure National Movie Award for Best Performance by a Female |
| 2008 | How to Lose Friends and Alienate People | Alison Olsen                    | |
| 2010 | The Second Bakery Attack                | Nat                             | Film de scurt-metraj |
| 2010 | All Good Things                         | Katie Marks                     | |
| 2011 | Fight for Your Right Revisited          | Metal Chick                     | Film de scurt-metraj |
| 2011 | Melancholia                             | Justine                         | A câștigat – Cannes Film Festival Award for Best Actress Kansas City Film Critics Circle Award for Best Actress National Society of Film Critics Award for Best Actress Robert Award for Best Actress Sant Jordi Award for Best Foreign Actress Saturn Award for Best Actress Los Angeles Film Critics Association Award for Best Actress (runner-up) New York Film Critics Circle Award for Best Actress (3rd place) Village Voice Film Poll – Best Actress (3rd place) Nominalizare – AACTA International Award for Best Actress Alliance of Women Film Journalists Award for Best Actress Bodil Award for Best Actress Central Ohio Film Critics Association Award for Best Actress Chicago Film Critics Association Award for Best Actress Dallas-Fort Worth Film Critics Association Award for Best Actress Denver Film Critics Society Award for Best Actress European Film Award for Best Actress London Film Critics Circle Award for Actress of the Year Online Film Critics Society Award for Best Actress |
| 2012 | Heroes & Demons                         | Nat                             | Short film |
| 2012 | Bachelorette                            | Regan Crawford                  | |
| 2012 | On the Road                             | Camille Moriarty                | |
| 2012 | Upside Down                             | Eden                            | |
| 2013 | The Bling Ring                          | Rolul propriei persoane         | |
| 2013 | Anchorman 2: The Legend Continues       | Eltrusius, Maiden of the Clouds | Cameo |
| 2014 | The Two Faces of January                | Collette Macfarland             | |
| 2015 | Midnight Special                        |                                 | În post-producție |

### Televiziune
| An   | Titl                           | Rol                              | Note |
| ---- | ------------------------------ | -------------------------------- | --- |
| 1993 | Darkness Before Dawn           | Sandra Guard (Age 8)             | Film |
| 1993 | Sisters                        | Kitten Margolis                  | Episoadele: "Dear Georgie", "The Land of the Lost Children" |
| 1993 | Star Trek: The Next Generation | Hedril                           | Episodul: "Dark Page" |
| 1996 | The Siege at Ruby Ridge        | Sara Weaver                      | Film YoungStar Award for Best Performance by a Young Actress in a Made For TV Movie |
| 1996 | Touched by an Angel            | Amy Ann McCoy                    | Episodul: "Into the Light" |
| 1996 | ER                             | Charlie Chiemingo                | Șase episoade Nominalizare – Young Artist Award for Best Performance in a Drama Series - Guest Starring Young Actress YoungStar Award for Best Performance by a Young Actress in a Drama TV Series |
| 1997 | The Outer Limits               | Joyce Taylor                     | Episodul: "Music of the Spheres" |
| 1997 | Gun                            | Sondra                           | Episodul: "The Hole" |
| 1997 | Tower of Terror                | Anna Petterson                   | Film Nominalizare – Young Artist Award for Best Performance in a TV Movie/Pilot/Mini-Series - Leading Young Actress                                                                                |
| 1998 | Stories from My Childhood      | Alice / Ivett                    | Episoadele: "The Snow Queen", "Alice and the Mystery of the Third" |
| 1998 | Fifteen and Pregnant           | Tina Spangler                    | Film YoungStar Award for Best Performance by a Young Actress in a Miniseries/Made-for-TV Movie |
| 1999 | The Devil's Arithmetic         | Hannah Stern                     | Film Nominalizare – Young Artist Award for Best Performance in a TV Movie or Pilot - Leading Young Actress                                                                                         |
| 2014 | Cosmos: A Spacetime Odyssey    | Cecilia Payne-Gaposchkin (voice) | Episodul: "Sisters of the Sun" |

## Discografie
- 1994: "For the Beauty of the Earth" featuring Trini Alvarado and Claire Danes – Little Women (Original Motion Picture Soundtrack)
- 1999: "Spit It Out" featuring Allison Janney – Drop Dead Gorgeous: Motion Picture Soundtrack
- 2001: "Dream Of Me" and "The Girl Inside" – Get Over It: Music From Miramax Motion Picture
- 2002: "After You've Gone" – The Cat's Meow Original Motion Picture Soundtrack
- 2007: "This Old Machine" and "Summer Day" – Nighttiming de Coconut Records